# Nola (nolídeos)
Nola (Arctiidae) é um gênero de traça pertencente à família Arctiidae.